# Guangdong Provincial People’s Stadium
Guangdong Provincial People’s Stadium (chiń. 广东省人民体育场; pinyin Guǎngdōng Shěng Rénmín Tǐyùchǎng) – wielofunkcyjny stadion w Kantonie, w Chinach. Został oddany do użytku w 1932 roku. Może pomieścić 15 000 widzów.
Pierwotnie tereny, na których dziś znajduje się stadion, położone na wschód od starego miasta służyły za miejsce treningów i pokazów sztuk walki. Decyzję o budowie obiektu podjęto w 1916 roku, jednak został on ukończony dopiero w 1932 roku. Podczas drugiej wojny chińsko-japońskiej stadion został zaadaptowany na magazyn przez japońską armię. Późniejsze bombardowania doprowadziły do zniszczeń obiektu, odbudowano go jednak zaraz po wojnie, w 1946 roku. Stadion był jedną z aren pierwszych piłkarskich Mistrzostw Świata kobiet w 1991 roku, gościł również spotkania Pucharu Azji kobiet w roku 1997 oraz turnieju piłkarskiego na Igrzyskach Azjatyckich 2010.